# Михаил I (господарь Валахии)
Михаил I (рум. Mihail I) — воевода Валахии из династии Басарабов, правивший с 1417 по 1420 годы. Единственный законнорождённый сын Мирчи I Старого, сделавшего его своим соправителем. Михаил был назначен наследником в 1415 году и стал единоличным правителем в начале 1418 года. Его поддержка венгерской кампании против Османской империи привела к вторжению в Валахию султана Мехмеда I, заставившего его согласиться платить дань османам. После того, как Михаил не смог соблюсти условия договора с османами, они оказали помощь его сопернику в борьбе за престол, Дану II, который вторгся в Валахию в 1420 году. Дан и его османские союзники победили валашскую армию и Михаил погиб на поле боя.

## Ранние годы жизни
Сын Мирчи I Старого и его жены Марии Толмай, Михаил был единственным законнорождённым сыном Мирчи. Александр Алдя и Влад были наиболее известными незаконнорождёнными сводными братьями Михаила и могли, в соответствии с местными обычаями, претендовать на трон Валахии. Чтобы укрепить позиции Михаила, Мирча I сделал его своим соправителем.

## Правление
Хотя Михаил впервые упоминается как соправитель Мирчи I в 1391 году, только с 1415 года его неизменно называют «воеводой и наследником». Михаил всё ещё был в роли соправителя, когда отказался отправить обещанную Мирчей дань Османской империи. Михаил стал единоличным правителем Валахии после смерти своего отца 31 января 1418 года.
Первый год его правления был мирным, так как османский султан Мехмед I был всё ещё занят внутренней консолидацией Османской империи. Михаил поддержал короля Венгрии Сигизмунда, который начал кампанию против Османской империи осенью 1419 года. Они взяли город Турну-Северин, который отец Михаила уступил османам, но он под контролем Сигизмунда. В отместку султан вторгся в Валахию, вынудив Михаила уступить Джурджу и другие крепости на Дунае османам и выплатить дань, которую он не посылал в течение последних трёх лет. Михаил также был вынужден отправить двух своих сыновей, Михаила и Раду, в заложники Османской империи.
Сводный брат Михаила Дан затем выдвинул претензии на трон Валахии. Многие из бояр, включая влиятельных Абдула и Утмеша, перешли на сторону Дана. Дан вторгся в Валахию в начале 1420 года. Сначала Михаил мог противостоять вторжению, но так как он не выполнил все положения договора 1419 года с османами, его сводный брат смог получить военную помощь от османов. Михаил получил поддержку Венгрии, но их объединённые силы были разгромлены летом 1420 года. Михаил погиб на поле боя.